# Landhaus Paul Michael
Das Landhaus Paul Michael liegt im Stadtteil Serkowitz der sächsischen Stadt Radebeul, in der Wasastraße 55. Es ist ein eingeschossiges, villenartiges Landhaus mit „malerisch bewegtem Grund- und Aufriss sowie hohem Walmdach“. Es wurde 1903/1904 durch die Baufirma „Gebrüder Ziller“ errichtet, zusammen mit einem „Gartenlustgebäude“.

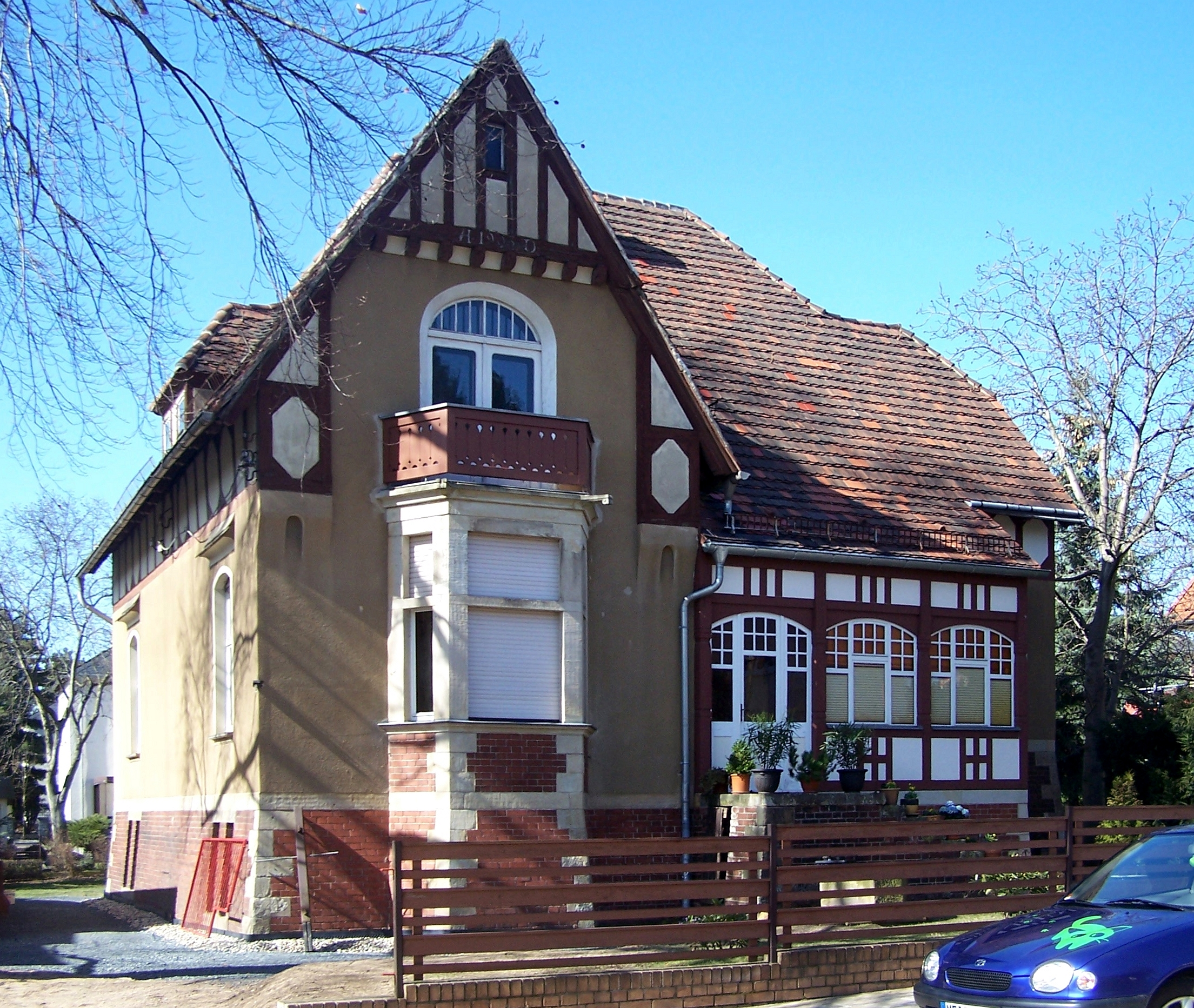
Landhaus Paul Michael

## Beschreibung

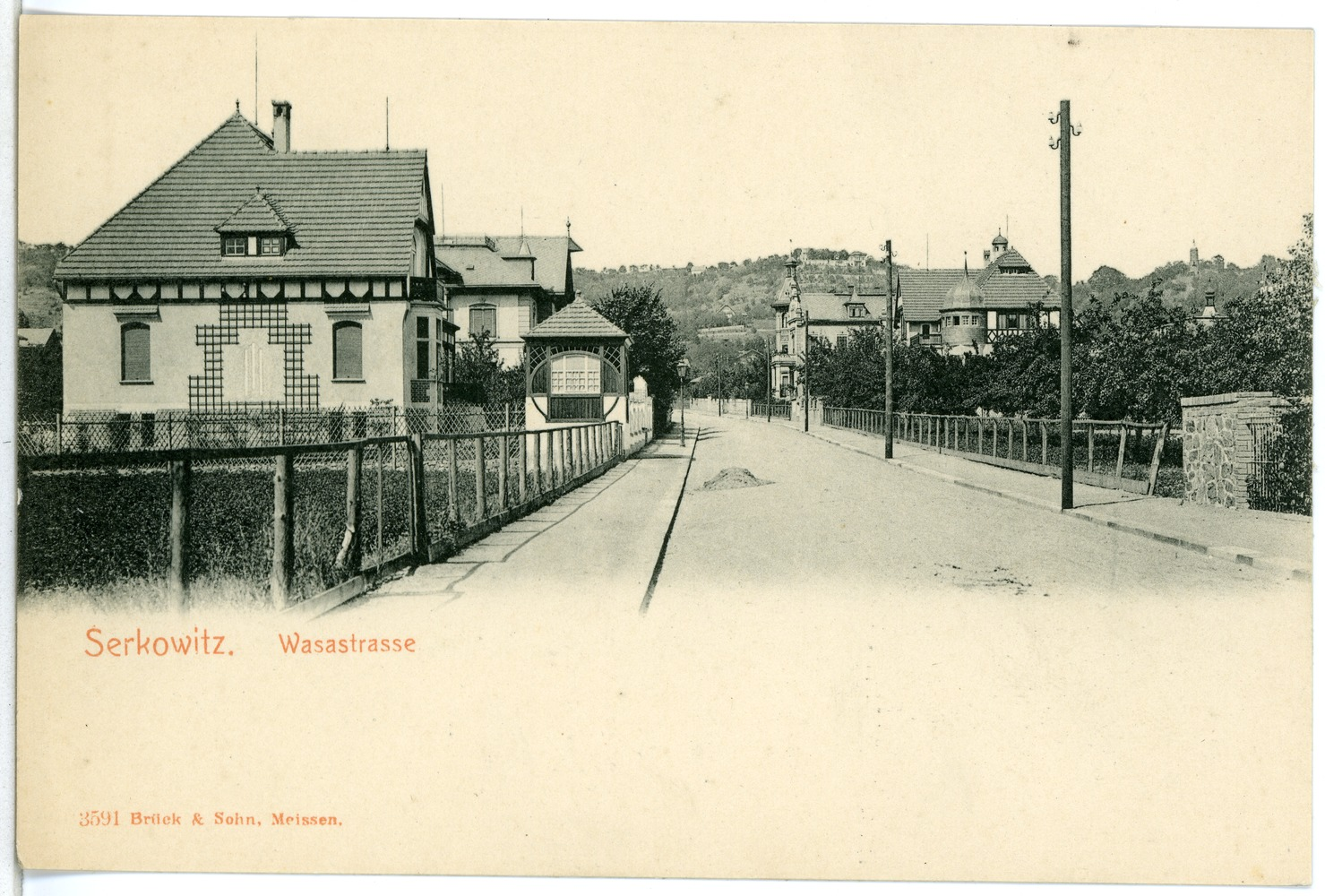
Landhaus Paul Michael (links), 1903

Der Architekt der Baufirma „Gebrüder Ziller“, Max Steinmetz, entwarf 1903 für Paul Michael ein verputztes Einfamilienhaus auf einem hohen Ziegelsteinsockel, mit Sandsteingliederungen, Zierfachwerk in den Giebeln und im Kniestock sowie mit einem Ziegeldach.
In der Straßenansicht des denkmalgeschützten Gebäudes steht auf der linken Seite ein Seitenrisalit mit einem hohen Dreiecksgiebel mit Zierfachwerk, in dessen einem Balken sich die Datierung „A.D.1903“ findet, die Ingebrauchnahmegenehmigung ist jedoch erst vom Oktober 1904. Vor dem Risalit steht ein polygonaler Standerker mit Austritt obenauf, der durch ein Holzgitter gesichert ist. Rechts des Risaliten befindet sich eine geschlossene Veranda aus Fachwerk.
In der rechten Seitenansicht steht ein Risalit mit einem Krüppelwalm.
Das Landhaus ist eine starke Variation des zeitgleich entstandenen, nahe bei gelegenen Landhauses in der Wasastraße 64.